# Flavoperla lineata
Flavoperla lineata är en bäcksländeart som beskrevs av Tohru Uchida 1990. Flavoperla lineata ingår i släktet Flavoperla och familjen jättebäcksländor. Inga underarter finns listade i Catalogue of Life.